# Calle 167 (línea Concourse)
La Calles 167 es una estación en la línea Concourse del Metro de Nueva York de la división B del Brooklyn–Manhattan Transit Corporation. La estación se encuentra localizada en El Bronx entre la Calle 167 y Grand Concourse. La estación es servida en varios horarios por los trenes del Servicio  y .